# 莊敬隧道

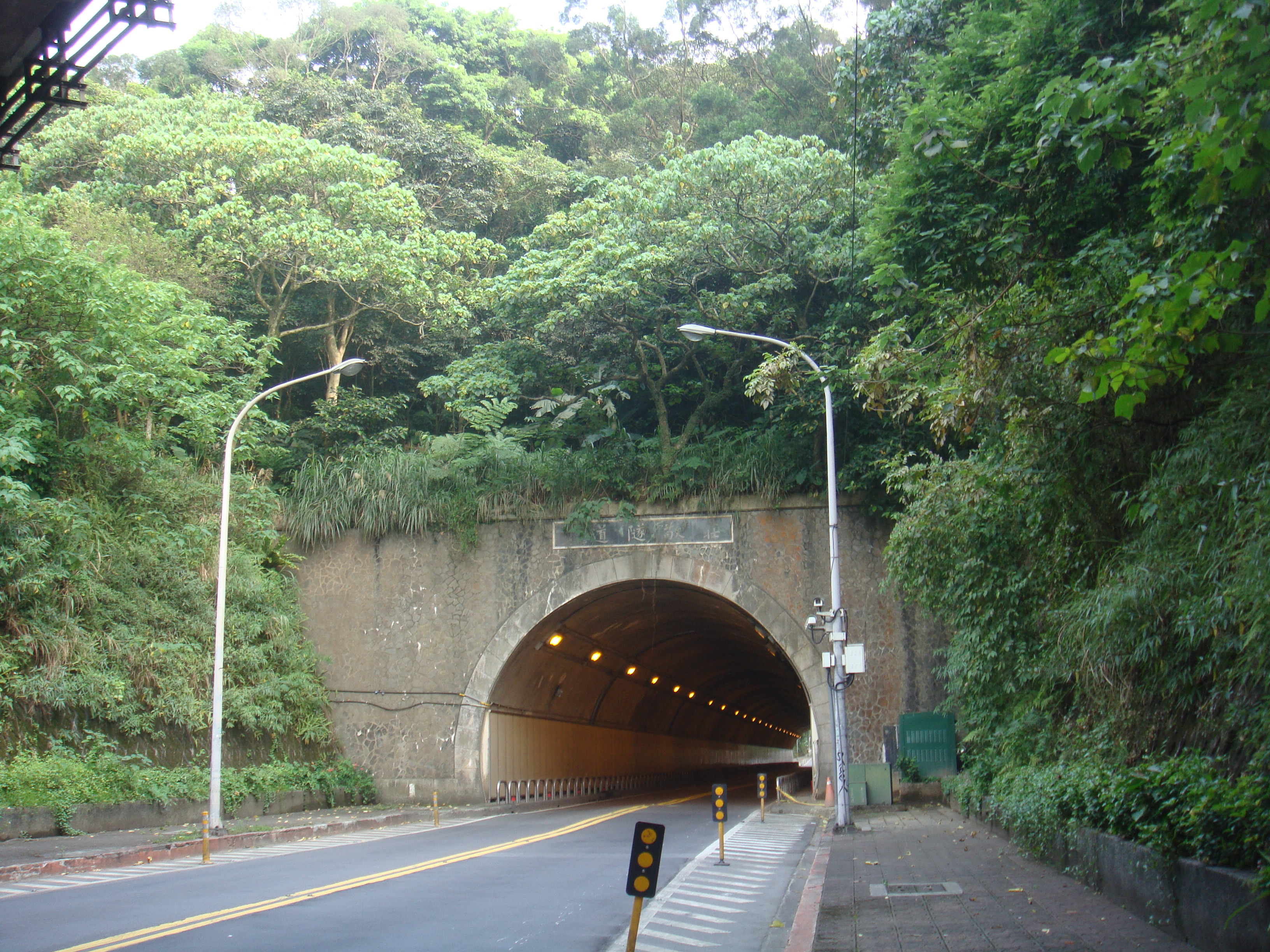
莊敬隧道西端（信義區端）入口。

莊敬隧道，又名南二號隧道，簡稱南二隧道，位於台灣台北市信義區大安區間之和平東路三段與文山區和平東路四段間的一座公路隧道。設計為單孔雙向隧道，所以沒有橫坑。該工程由台北市養護工程處負責施工。由於原始設計經過大幅度變動，因此比自強隧道、辛亥隧道的動工晚。於1971年7月動工，1972年5月15日上午八時半舉行竣工典禮。全長210公尺，寬7公尺。其命名出自前中華民國總統蔣中正所發表的〈告全國軍民同胞書〉一文中的「莊敬自強」。